# NGC 6696
NGC 6696 (również PGC 62215) – galaktyka spiralna (S), znajdująca się w gwiazdozbiorze Smoka. Odkrył ją Lewis A. Swift 17 czerwca 1884 roku.